# Протестантизм в Азербайджане

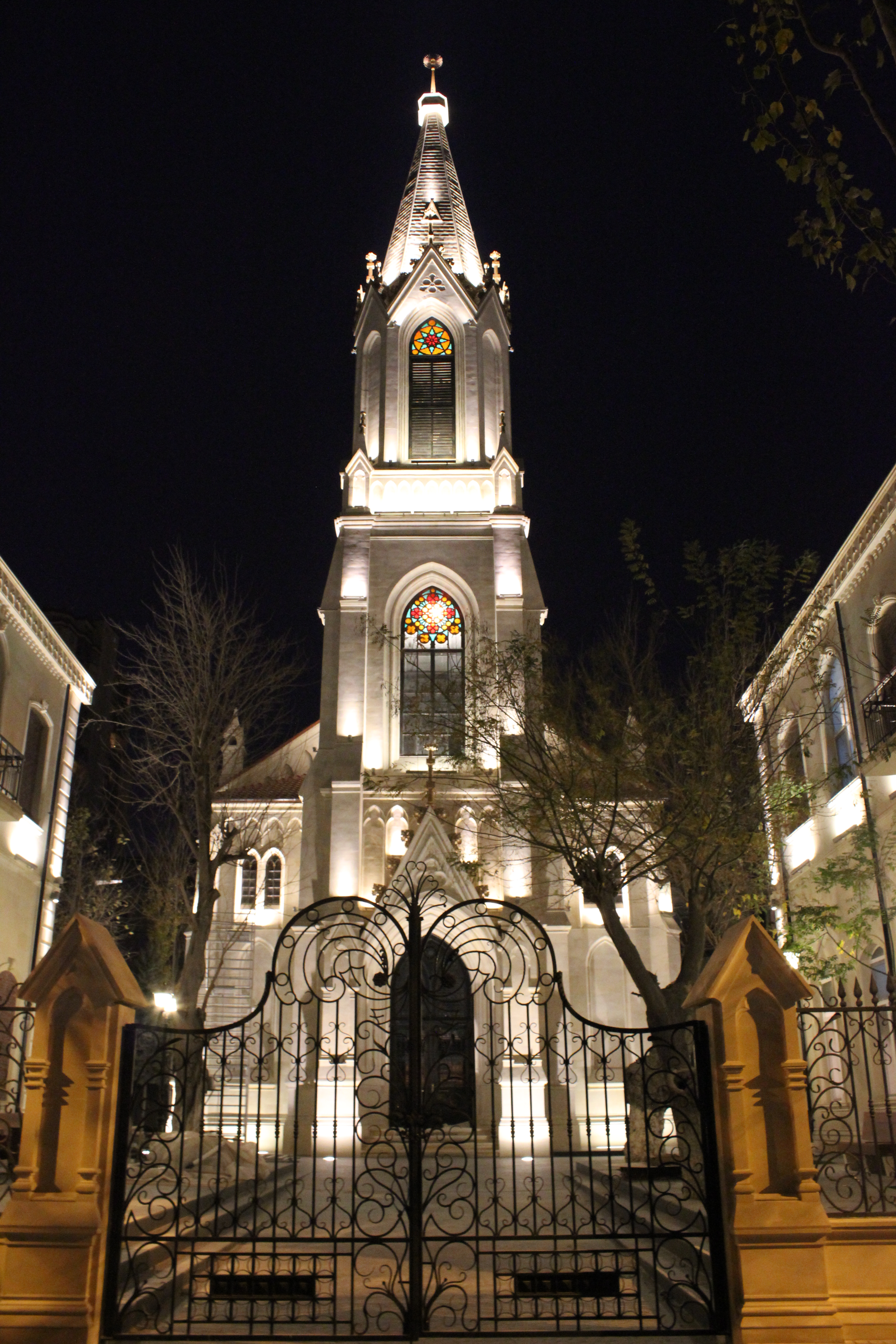
Здание лютеранской церкви в Баку (в настоящее время — концертный зал министерства культуры Азербайджана)

Протестантизм в Азербайджане — одно из направлений христианства в стране. По данным исследовательского центра Pew Research Center в 2010 году в Азербайджане проживало 20 тыс. протестантов. Энциклопедия «Религии мира» Дж. Г. Мелтона насчитала в 2010 году в Азербайджане 7 тыс. традиционных протестантов и ещё 10 тыс. прихожан свободных неденоминационных церквей. Согласно информации иследовательного центра «joshuaproject» 0,26 % от общего населения в Азербайджане что составляет 26,468 человек, Христиане Протестанты.
По этнической принадлежности большинство протестантов — азербайджанцы. Крупные протестантские общины составляют армяне, украинцы, русские и немцы. Протестанты также имеются среди удин, белорусов, осетин, грузин-ингилойцев и др.

## Исторический обзор

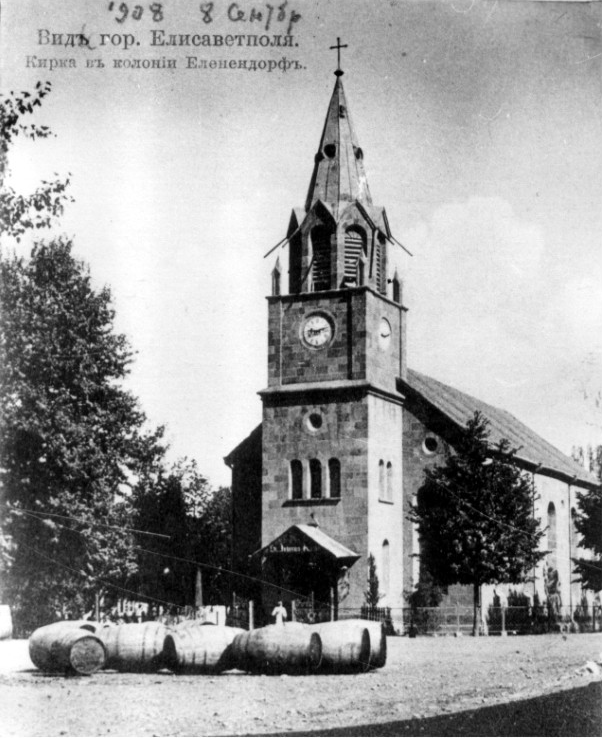
Кирха в колонии Еленендорф

Христианство достигло Кавказа к концу I века. К III веку на территории современного Азербайджана присутствие христиан было уже значительным; в V веке на северной половине страны христиане составляли большинство населения. Однако, с VII века, под натиском Арабского халифата, христианство вытесняется из региона исламом. До XIX века христианство исповедуют лишь живущие здесь армяне и грузины.

### Лютеране
Первыми протестантами в стране были немцы-лютеране. В 1819 году в Азербайджане селятся первые семьи швабских немцев, которые основывают здесь Еленендорф и Анненфельд (ныне это города Гёйгёль и Шамкир). Спустя некоторое время в крае были основаны ещё шесть колоний — Гринфельд, Траубенфельд, Елизаветполь, Эйгенфельд, Георгсфельд, Алексеевка. Неофициальным центром для немецких переселенцев был Еленендорф, который являлся самой большой немецкой колонией на Кавказе.

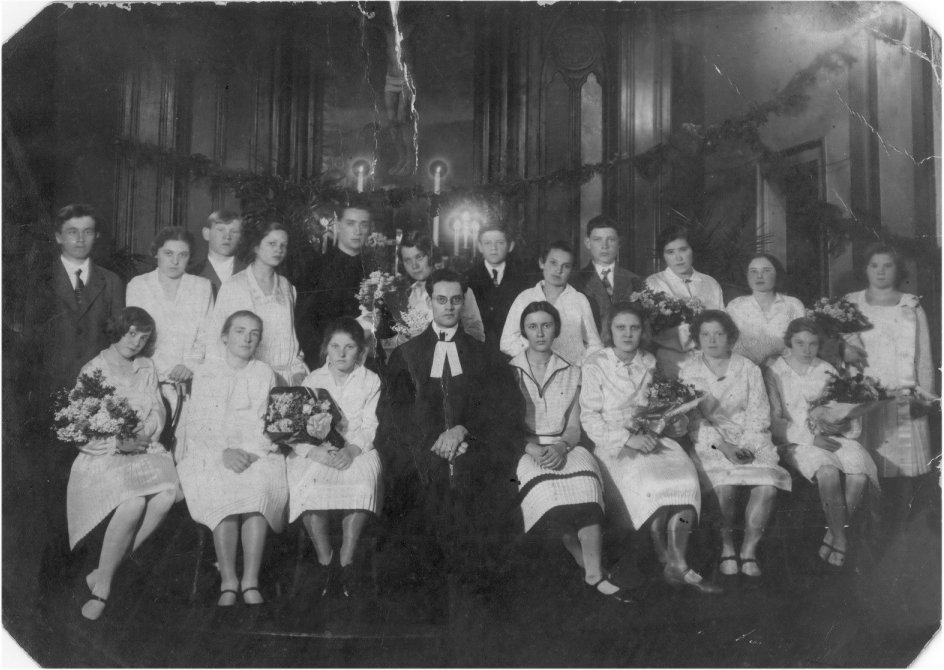
Конфирмация в лютеранской церкви в Баку (1931 год)

По данным Первой всероссийской переписи населения 1897 года в Бакинской губернии проживало 3430 немцев. Первое время лютеранские таинства и обряды проводились местным учителем, пока в 1832 году из Ганновера в Еленендорф не прибыл пастор. В 1857 году в Еленендорфе была освящена каменная церковь Святого Иоанна. Позже были построены лютеранские церкви в Кедабеке (1868), Шемахе (1869), Елизаветполе (1885), Анненфельде (1909). С 1896 по 1899 года велось строительство Церкви Спасителя в Баку. Во второй половине 1930-х годов лютеранские общины в крае подверглись репрессиям; после депортации немцев в 1941 году лютеранские кирхи были закрыты.

### Баптисты
Первая баптистская церковь была образована в Баку в 1880 году бывшим молоканином В. В. Ивановым-Клышниковым. В результате служения баптистских проповедников в нач. XX века преимущественно из русских молокан баптистские общины формируются и в других населённых пунктах.
В советское время церкви баптистов действовали в Кировобаде, Сумгаите, в Хачмазском, Джалилабадском, Ленкоранском, Шемахинском, Варташенском, Кедабекском, Физулинском и Нефтечалинском районах. Раскол 1961 года затронули азербайджанские общины баптистов, в крае появились церкви т .н. «нерегистрированных баптистов».

### Адвентисты
Первая группа адвентистов появилась в Баку в 1884 году, однако из-за преследований все адвентисты вскоре покинули город. В 1906 году адвентистский миссионер Альберт Озоль преподал крещение нескольким верующим в городе Карягино (ныне — Физули), другая община была сформирована в Нововасильевке (ныне — Кюркенд). В 1930-е годы общины подверглись репрессиям и вынуждены были проводить богослужения тайно, за городом, на природе. Лишь с 1957 года Бакинская община вышла из подполья; вскоре у церкви появился свой молитвенный дом.

### Пятидесятники
В годы Первой мировой войны благодаря деятельности миссионеров из Выборга в Баку возникла община пятидесятников-единственников. Традиционные пятидесятники появились в крае в годы советской власти. Пятидесятнические общины Азербайджанской ССР относились к т. н. «нерегистрированным пятидесятникам». После обретения независимости в страну проникли ряд неопятидесятнических движений.

### Новые протестантские церкви
В 1993 году в Баку появилась независимая евангельская церковь «Великая благодать», являющаяся дочерней организацией фундаменталистского протестантского движения Greater Grace World Outreach. В годы независимости в Азербайджане также начала служение Новоапостольская церковь и ряд других протестантских организаций.

## Современное состояние

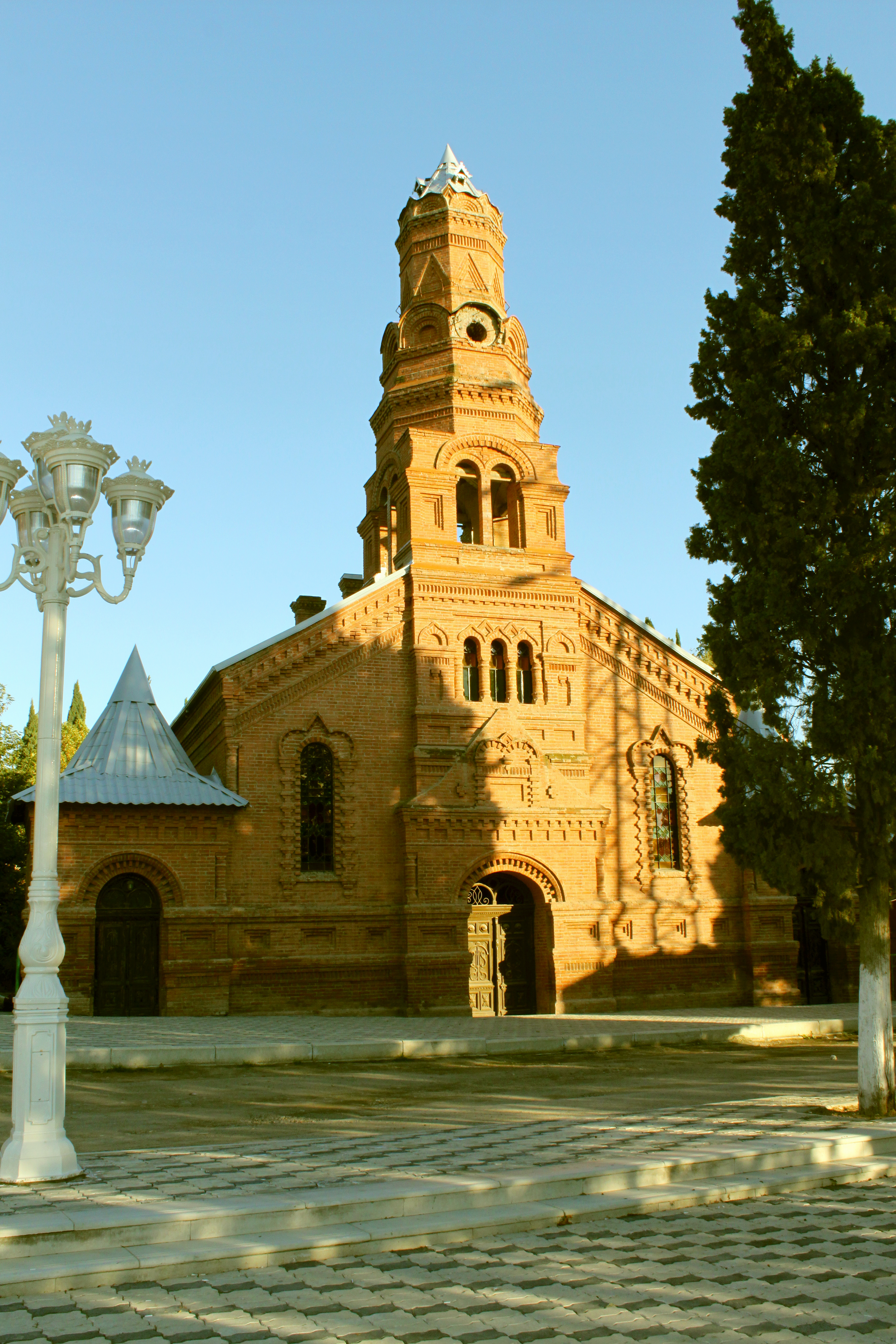
Здание бывшей лютеранской церковь в Гяндже

В 1992 году, после распада Советского Союза, баптистские общины страны сформировали Союз евангельских христиан-баптистов Азербайджана. В настоящее время союз объединяет 22 общины с 3 тыс. членами. Церковь имеет свои филиалы в 18 регионах Азербайджана, в том числе в Гяндже, Сумгаите, Ширване, Загатале и др..
Различные пятидесятнические церкви насчитывают до 4,4 тыс. прихожан (2010 год). Самым крупным пятидесятническим объединением является церковь «Слово жизни» (4 общины, 1,8 тыс. верующих). Церковь христиан веры евангельской Азербайджана объединяет 11 общин и 850 верующих. Ряд пятидесятнических общин входят в Объединённую церковь христиан веры евангельской.
Объедение мультиденоминационных Домашних Церквей «Alov» функционирует с 2010 года. https://alov.az/ . Деятельность Объеденения как в Азербайджане так же и за пределами страны. Объедение включает 48 домашних общин и 2800 прихожан.
По собственным данным Церковь адвентистов седьмого дня в 2014 году насчитывала в стране 5 общин и более 500 членов церкви.
Лютеранство в Азербайджане представлено лишь одним ныне действующим приходом — евангелическо-лютеранской общиной Спасителя (Баку). Церковь является автономной общиной при Союзе евангелическо-лютеранских церквей. Приход возобновил свою деятельность в 1994 году. В настоящее время его прихожанами являются ок. 200 человек.
Новоапостольская церковь Азербайджан представлена одной общиной, ответственность за которую несёт региональная новоапостольская церковь «Северная Рейн-Вестфалия».
В Азербайджане также действует ряд евангельских неденоминационных церквей. В первую очередь это «Великая благодать» в Баку и англоязычная община «Baku International Fellowship».